# 大分県立臼杵高等学校
大分県立臼杵高等学校（おおいたけんりつ うすき こうとうがっこう）は、大分県臼杵市にある公立の高等学校。源流は明治中期に設置された県立の旧制中学校（分校）。

## 概要
1897年（明治30年）大分県北海部郡臼杵町に、大分県大分尋常中学校（現・大分県立大分上野丘高等学校）の臼杵分校が設置された。その後、本校から独立し1900年（明治33年）4月、大分県臼杵中学校が開校した（文部省告示明治33年〈1900年〉3月7日付第58号で開校を認可）。
また、1911年（明治44年）4月、臼杵町立の臼杵実科高等女学校が開校（文部省告示 明治44年〈1911年〉4月14日付第140号で開校を認可）。実科高女は1918年（大正7年）4月、臼杵町から北海部郡に移管され「北海部郡立実科高等女学校」に改称した（文部省告示 大正7年〈1912年〉3月28日付第99号で移管と改称を認可）。
郡立となった実科高女が1921年（大正10年）4月、高等女学校に昇格し「大分県北海部高等女学校」に改称した（文部省告示 大正10年〈1921年〉2月17日付第56号で開校を認可）。
その後、太平洋戦争後の学制改革により1948年（昭和23年）4月、臼杵中学と高女を統合し新制の高等学校「大分県立臼杵高等学校」が発足した。
なお、学校側は、旧制中学の分校設置の1897年を創立の年としている。

## 沿革

### 年表
- 1900年（明治33年） - 4月、「大分県臼杵中学校」開校[2]
- 1911年（明治44年） - 4月、「大分県北海部郡臼杵町立臼杵実科高等女学校」開校
- 1918年（大正7年） - 4月、実科高女が郡に移管され「北海部郡立実科高等女学校」に改称[4]
- 1921年（大正10年） - 4月、高等女学校に昇格し「大分県北海部高等女学校」に改称[5]
- 1948年（昭和23年） - 4月、太平洋戦争後の学制改革により新制の高等学校「大分県立臼杵高等学校」設置（臼杵中と高女を統合[6]）
- 2017年（平成29年） - 10月7日、創立120周年記念式典を挙行[8]

## 基礎データ

### 設置学科
- 普通科（全日制課程）

### 所在地
- 大分県臼杵市海添2521番地

### 交通アクセス
- JR九州 日豊本線 臼杵駅より南西へ約500m（徒歩で約2分）

## 高校関係者と組織

### 高校関係者組織
- 大分県立臼杵高等学校同窓会 - 同窓会。固有の団体名は無し

### 高校関係者一覧

#### 出身者
政治・行政
- 岩崎貢 - 元大分県議会議長（旧制臼杵中学校中退）
- 木梨鷹一 - 大日本帝国海軍少将（旧制臼杵中学校卒）
- 重野安正 - 元衆議院議員
- 中野五郎 - 臼杵市長

学者
- 野上豊一郎 - 英文学者。元法政大学総長（旧制臼杵中学校卒）

芸能・文化
- 板井麻衣子 - 2010年ミス・ユニバース日本代表
- 三遊亭栄馬 - 落語家[要出典]
- 塩屋俊 - 俳優
- 下川辰平 - 俳優[要出典]
- 三浦雅子 - 声優
- 吉田敏浩 - ノンフィクション作家

スポーツ
- 川野雄一 - 元プロ野球選手
- 小嶋仁八郎 - 元プロ野球選手・高校野球指導者（旧制臼杵中学校卒）
- 徳丸哲史 - 元社会人野球選手
- 鳥越裕介 - 元プロ野球選手
- 広瀬真二 - 元プロ野球選手
- 和田博実 - 元プロ野球選手

#### その他の関係者
- 生田鹿之丞 - 旧制臼杵中学校教諭
- 鈴木宇三郎 - 海軍軍人